# Route 249 (Québec)
Pour les articles homonymes, voir Route 249.
La route 249 (R-249) est une route régionale québécoise d'orientation nord / sud située sur la rive sud du fleuve Saint-Laurent. Elle dessert la région administrative de l'Estrie.

## Tracé
La route 249 débute à Sherbrooke, à l'intersection de la route 112 et des autoroutes 10 et 55, tout près de Magog. À Saint-Denis-de-Brompton, la route 249 partage une partie de son itinéraire avec la route 222. À Windsor, elle traverse la rivière Saint-François, au-delà de laquelle elle croise la route 143. La route 249 se termine à Val-des-Sources, 68 kilomètres au nord-est de son point de départ, au croisement de la route 255.

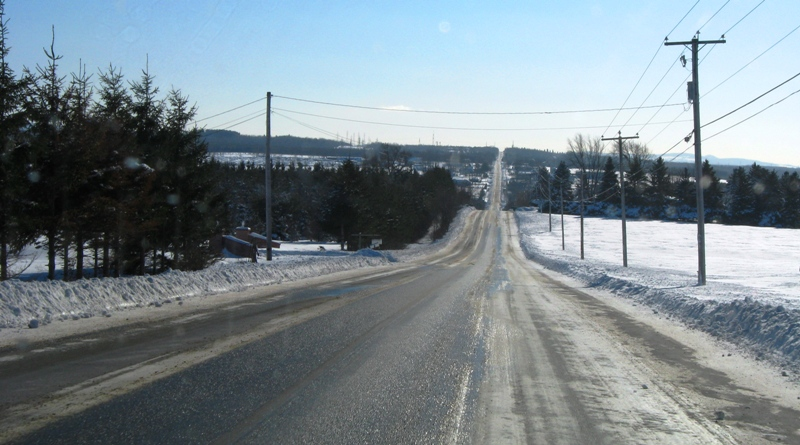
Le chemin Rhéaume au sud de Saint-Denis-de-Brompton.
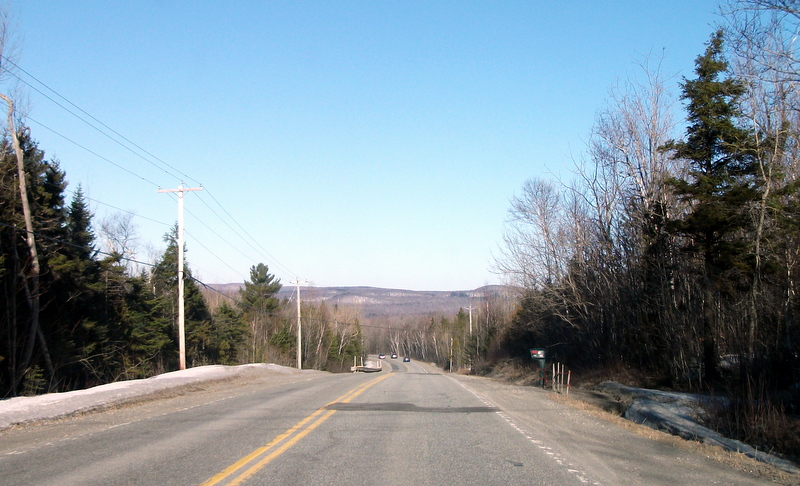
La route 249 partage une partie de son itinéraire avec la route 222.
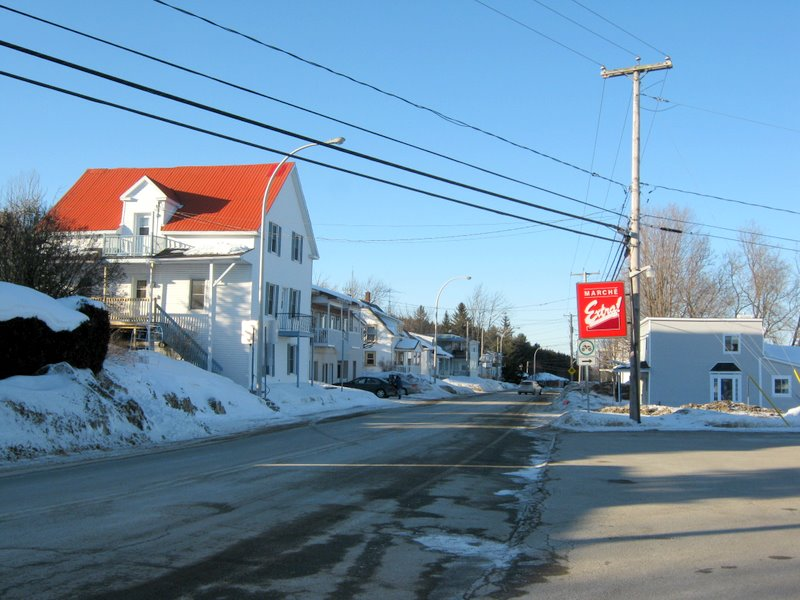
La rue Principale à Saint-François-Xavier-de-Brompton.
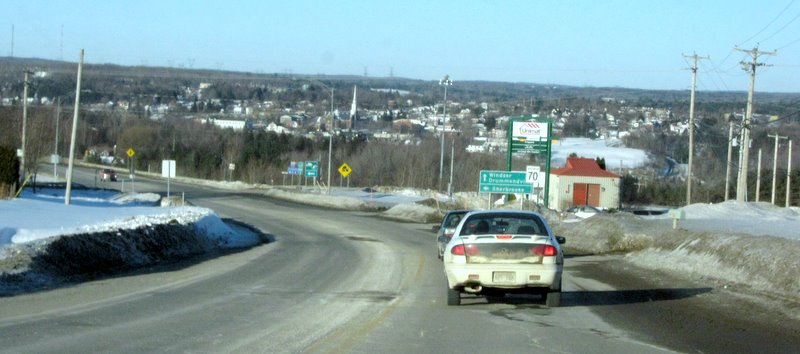
La route 249 dans la vallée de la rivière Saint-François, près de Windsor.
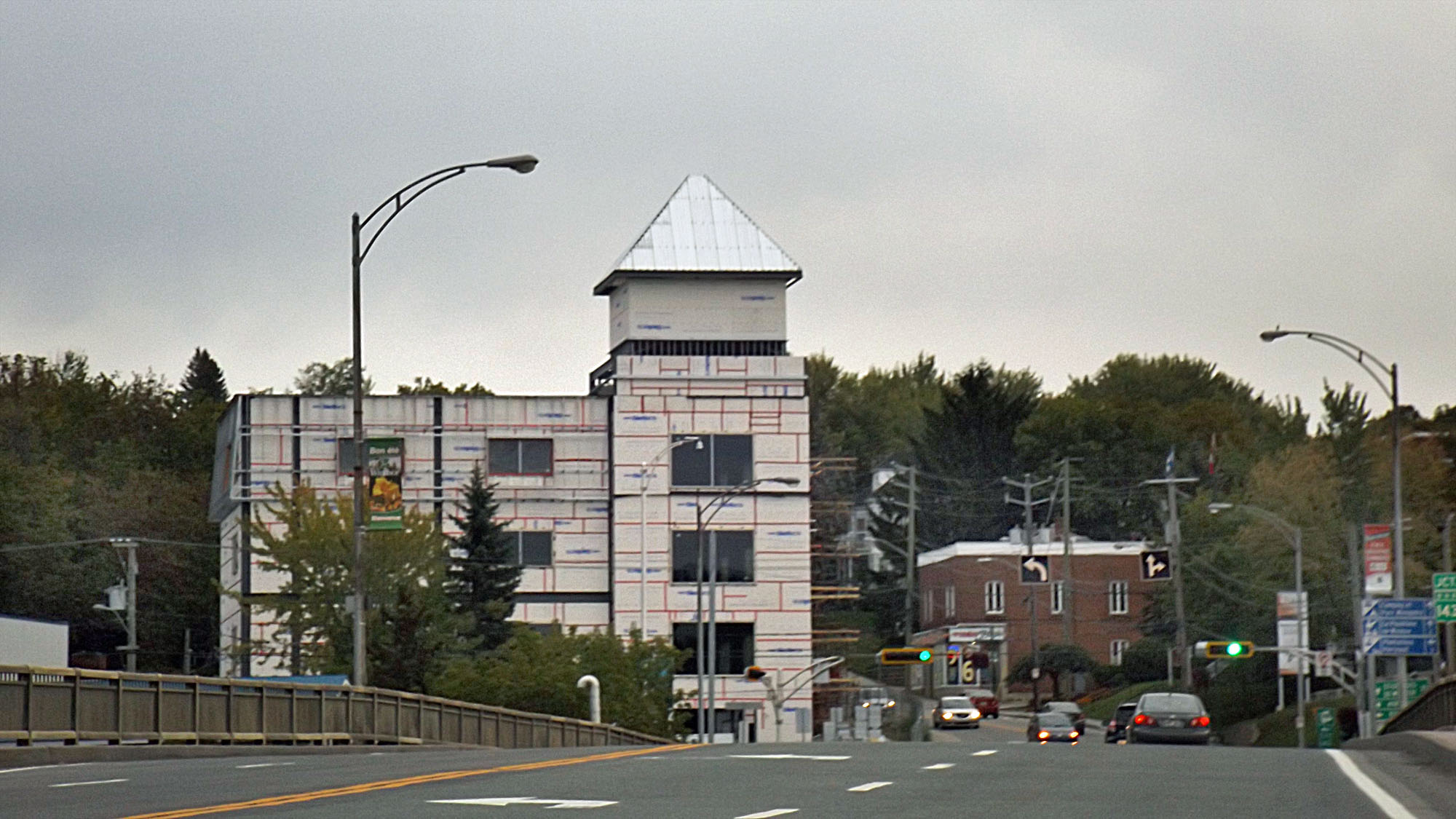
Le pont sur la rivière Saint-François.

## Localités traversées (du sud au nord)
Liste des municipalités dont le territoire est traversé par la route 249, regroupées par municipalité régionale de comté.

### Estrie
Hors MRC
- Sherbrooke
  - Arrondissement de Brompton–Rock Forest–Saint-Élie–Deauville

Le Val-Saint-François
- Saint-Denis-de-Brompton
- Saint-François-Xavier-de-Brompton
- Windsor
- Val-Joli
- Saint-Claude

Les Sources
- Saint-Georges-de-Windsor
- Danville
- Val-des-Sources

## Intersections majeures
| MRC                     | Municipalité            | km    | Destinations                                      | Notes                                                                                        |
| ----------------------- | ----------------------- | ----- | ------------------------------------------------- | -------------------------------------------------------------------------------------------- |
| Sherbrooke              | Sherbrooke              | 0,00  | A-10 / A-55 / R-112 – Sherbrooke, Magog, Montréal | Sortie 123 de l'A-10 / A-55; accès à l'autoroute via la R-112 qui agit comme voie de service |
| Sherbrooke              | Sherbrooke              | 8,30  | R-220 – Bonsecours, Sherbrooke                    | Bonsecours indiqué en direction nord seulement                                               |
| Le Val-Saint-François   | Saint-Denis-de-Brompton | 17,10 | R-222 est – Sherbrooke                            | Terminus sud du multiplex avec la R-222                                                      |
| Le Val-Saint-François   | Saint-Denis-de-Brompton | 20,40 | R-222 ouest – Valcourt, Racine                    | Terminus nord du multiplex avec la R-222; Racine indiqué en direction nord seulement         |
| Le Val-Saint-François   | Windsor                 | 33,20 | A-55 – Sherbrooke, Drummondville                  | Sortie 71 de l'A-55                                                                          |
| Le Val-Saint-François   | Windsor                 | 34,90 | R-143 – Richmond, Sherbrooke                      | Sherbrooke indiqué en direction sud seulement                                                |
| Les Sources             | Val-des-Sources         | 68,50 | R-255 – Danville, Wotton                          |                                                                                              |
| - Terminus de multiplex |                         |       |                                                   |                                                                                              |